# شونیچی کاوانو
شونیچی کاوانو (ژاپنی: 川野 俊一؛ ۲۹ نوامبر ۱۹۳۶ – ۱۲ مه ۲۰۰۹) کشتی‌گیر اهل ژاپن بود.
وی در مسابقات کشوری و بین‌المللی در مجموع برندهٔ ۱ مدال طلا، ۲ مدال برنز شده‌است.